# Bauhinia stenocardia
Bauhinia stenocardia är en ärtväxtart som beskrevs av Paul Carpenter Standley. Bauhinia stenocardia ingår i släktet Bauhinia och familjen ärtväxter. Inga underarter finns listade i Catalogue of Life.